# Хроника Холодной войны (1943 год)
Хронология Холодной войны
- 1943
- 1944
- 1945
- 1946
- 1947
- 1948
- 1949
- 1950
- 1951
- 1952
- 1953
- 1954
- 1955
- 1956
- 1957
- 1958
- 1959
- 1960
- 1961
- 1962
- 1963
- 1964
- 1965
- 1966
- 1967
- 1968
- 1969
- 1970
- 1971
- 1972
- 1973
- 1974
- 1975
- 1976
- 1977
- 1978
- 1979
- 1980
- 1981
- 1982
- 1983
- 1984
- 1985
- 1986
- 1987
- 1988
- 1989
- 1990
- 1991

- 1 февраля: В США запущен проект «Венона» — секретная программа контрразведки США по расшифровке советских шифрованных донесений.
- 11 февраля: Принято постановление ГКО № 2872сс о начале практических работ по созданию атомной бомбы.
- 28 ноября: Начинается Тегеранская конференция держав-союзниц по антигитлеровской коалиции.